# Virgin Islands March
Virgin Islands March este imnul național din Insulele Virgine Americane.